# Рілла з Інглсайду
«Рілла з Інглсайду» — восьма книга із циклу про життя Енн Ширлі, який складається з восьми романів. Події розгортаються в Інглсайді. Авторка: Люсі Мод Монтгомері. Дата публікації: 1921 рік.

## Сюжет
Дія роману розпочинається 28 червня 1914 року ― у день, що назавжди змінив хід світової історії. Попереду в героїв — а передовсім у Рілли, наймолодшої доньки Енн і Гілберта Блайтів ― чотири складні й болісні роки тривоги, страху та жертв, пізнання болю втрат... а проте й невимовної любові та безцінного душевного розвитку на тлі великої війни. Надзвичайно щира, жива та завжди сучасна оповідь про звичне життя в незвичних, неприродних умовах, що назавжди змінить і персонажів, і читачів заключної частини циклу романів про долю Енн Ширлі.

## Видання українською мовою
Визнання українських читачів цикл книжок про Енн Ширлі здобув завдяки перекладам Анни Вовченко, які побачили світ у львівському видавництві «Урбіно».

## «Енн» і туристична індустрія
Зелені Дахи — це назва фермерського господарства 19-го століття у Кавендіші (Острів Принца Едварда, Канада). Це одна з найвідоміших пам'яток в Канаді, що пов'язані з літературою. Будинок був офіційно визнаний Національно-історичною пам'яткою Канади у 1985 році, маєток розташований на території Національного парку Острів Принца Едуарда. Популярність авторки та персонажів її книг активно використовується туристичною індустрією канадської провінції Острів Принца Едварда. У туристичні маршрути включено відтворений хутір-музей Green Gables, «населений» персонажами роману. У театрах йдуть мюзикли за книгами Монтгомері. Туристам радять відвідати шоколадний магазин, де «колись купувала цукерки сама Люсі Мод» тощо.

## Розділи
| - Розділ 1. Гленські «Новини» та інші чутки - Розділ 2. «Світанкова роса» - Розділ 3. Вечірні веселощі - Розділ 4. Чути музику Дударя - Розділ 5. «Шум кроків» - Розділ 6. Сьюзен, Рілла й Понеділок приймають несхитні рішення - Розділ 7. Дитя воєнної доби та супниця - Розділ 8. Рішення Рілли - Розділ 9. Доктор Джекіл зазнає лиха - Розділ 10. Ріллині гризоти - Розділ 11. Морок і світло - Розділ 12. У дні Лангемарка | - Розділ 13. Гірка пігулка образи - Розділ 14. Болісне рішення - Розділ 15. Поки день прохолоду навіє - Розділ 16. Реалізм і романтика - Розділ 17. Тяжкі тижні - Розділ 18. Воєнне весілля - Розділ 19. «Вони не пройдуть» - Розділ 20. Норман Дуглас виступає на молитовному зібранні - Розділ 21. «Любовні історії огидні» - Розділ 22. Понеділок знає - Розділ 23. «А тепер добраніч» - Розділ 24. Мері з’являється вчасно | - Розділ 25. Ширлі йде на фронт - Розділ 26. Сьюзен вислуховує освідчення - Розділ 27. Очікування - Розділ 28. Чорна неділя - Розділ 29. «Поранений і зник безвісти» - Розділ 30. Зміни на краще - Розділ 31. Пані Матильда Пітмен - Розділ 32. Звістка від Джема - Розділ 33. Перемога! - Розділ 34. Пан Гайд іде туди, де йому й місце, а Сьюзен улаштовує собі медовий місяць - Розділ 35. «Рілла-моя-Рілла!» |

## Інші книги
| # | Назва книги                   | Дата публікації | Вік Енн Ширлі |
| 1 | Енн із Зелених Дахів          | 1908            | 11-16         |
| 2 | Енн із Ейвонлі                | 1909            | 16-18         |
| 3 | Енн із Острова Принца Едварда | 1915            | 18-22         |
| 4 | Енн із Шелестких Тополь       | 1936            | 22-25         |
| 5 | Енн у Домі Мрії               | 1917            | 25-27         |
| 6 | Енн із Інглсайду              | 1939            | 34-40         |
| 7 | Діти з Долини Райдуг          | 1919            | 41            |
| 8 | Рілла з Інглсайду             | 1921            | 49-53         |

| # | Назва книги                       | Дата публікації | Вік Енн Ширлі |
| — | Ейвонлійські хроніки              | 1912            | —             |
| — | Ейвонлійські хроніки. Продовження | 1920            | —             |
| — | The Blythes Are Quoted            | 2009            | —             |

## Джерело
1. ↑  Рілла з Інглсайду (Енн-8): придбати в "Урбіно". urbino.com.ua. Процитовано 27 серпня 2019.